# Rabidosaurus cristatus
Rabidosaurus cristatus è un terapside estinto, appartenente ai dicinodonti. Visse nel Triassico medio (Anisico, circa 247 - 243 milioni di anni fa) e i suoi resti fossili sono stati ritrovati in Russia.

## Descrizione
Questo animale era di grosse dimensioni se rapportato ad altri dicinodonti: il solo cranio era lungo circa 50 centimetri, e si suppone che l'animale intero potesse raggiungere i tre metri di lunghezza. Rabidosaurus era dotato di un cranio dal muso robusto, dotato di un becco osseo simile a quello di una tartaruga, ricoperto di cheratina; dietro di esso erano presenti due grandi zanne superiori dirette verso il basso e leggermente ricurve. Inizialmente si supponeva che le ossa nasali dotate di forti rugosità potessero sostenere una sorta di corno cheratinoso simile a quello dei rinoceronti. Rabidosaurus era caratterizzato da una cresta sagittale insolitamente alta, simile a quella presente in altri dicinodonti dello stesso periodo, come Moghreberia. 

## Classificazione
Rabidosaurus è un membro dei kannemeyeriiformi, il gruppo di dicinodonti più derivato, comprendente anche forme gigantesche come Lisowicia. Alcune analisi cladistiche indicano che Rabidosaurus potrebbe essere alla base di un clade comprendente Sinokannemeyeria, Rhadiodromus, Wadiasaurus, Moghreberia, Placerias, Stahleckeria, Eubrachiosaurus, Sangusaurus, Jachaleria e Ischigualastia (Kammerer et al., 2013). 
Rabidosaurus cristatus venne descritto per la prima volta nel 1971 da Kalandadze, sulla base di resti fossili ritrovati nella formazione Donguz, nella regione del Bashkortostan, in Russia. La formazione Donguz ha restituito i resti fossili di altri kannemeyeriiformi, tra cui il più arcaico Uralokannemeyeria e il più derivato Rhadiodromus.